# Шишманци
Шишманци е село в Южна България. То се намира в община Раковски, област Пловдив.

## География
Село Шишманци е разположено в Горнотракийската низина на 25 км източно от град Пловдив, до магистрала Тракия. Разположено е на площ от 19,69 кв. км с надморска височина 139 м.

## Наименования
До 1934 година името на селото е Автоево.Най-ранните сведения за селото, под името Актав татаран от нахия Филибе (Пловдив) са в подробния регистър на акънджиите от 1472 г.. Дефтера от 1472 г. изброява имената на 3 глави на домакинства, обложени с по 33 акчета извънреден данък за рекрута на акънджийските отряди, като всичките имена са мюсюлмански.
Сведения за Шишманци, под имената Акто и Актав има в турски регистри от 1488 (село Акто – НБКМ-Сф, ОО – ОАК 121/9, л.25а) и 1570 г.(село Актав – Istanbul – BOA, TD 498, s.383 – 386). Във вакъфския дефтер ТД 498 от 1570 г., който съдържа и описи на мюлкове (лична собственост) на османската аристокрация, селото е посочено като мюлк на Михримах султан – дъщеря на султан Сюлейман I и съпруга на великия везир Рюстем паша (Г.Бойков – пос.съч. – стр. 27, бел. 129 – цит. по него – б.а.).
През 1932 г. общинарите молят държавните власти да сменят името на селото с Александрово в чест на император Александър, но от министерството им отговорили, че селото е съществувало по времето на Иван Шишман и предлагат името Шишманци.

## История
Първоначално селото се е намирало на север от баирите в местността Юртишата. Малко преди Освобождението селото е преместено в днешното си място до река Сребра.
През 1879 г. започва строителството на училище. През 1892 г. е построен и храмът „Успение на Пресвета Богородица“.
При избухването на Балканската война в 1912 година двама души от Автоево са доброволци в Македоно-одринското опълчение.
След Чирпанското земетресение през април 1928 г. през селото минава цар Борис III, чиято кола затъва и селяните с впрегнати волове му помагат да продължи. След това на селото са отпуснати средства за построяване на мост и нова сграда на училището. Училището е завършено през декември 1928 г. През следващата година е основано и селското читалище. През 1932 г. е построена сегашната сграда на кметството.
През 1957 г. започва стоежа на нова читалищна сграда, която е открита през 1961 г.
През 1982 г. в селото са построени три многоетажни жилищни блокове.
От 2015 г. ежегодно читалището организира национален конкурс „С музиката на Никола Ганчев“

## Промишленост
На 19 август 1979 г. започва стоежът на Стоманолеярен завод в покрайнините на селото. На 14 юни 1982 г. е направена първата отливка в завода. През 1996 г. стоманолеярният завод е обявена в несъстоятелност. Десет години по-късно на неговото място започва да функционира Екологичен завод за твърди битови отпадъци.

## Културни и природни забележителности
- Православен храм „Успение на Пресвета Богородица“
- Народно читалище „Св. св. Кирил и Методий“
- Паметник на загиналите и участниците във войните 1912-13 г., 1915-18 г. и първата фаза на Отечествената война 1944-45 г. издигнат в центъра на селото. Открит през 2018 г. Паметникът има формата на пресечена пирамида с кръст отгоре.
- Паметни плочи на загиналите в Първата и Втората световна война (на сградата на кметството)
- Бюст-паметник на Никола Ганчев, открит на 8 ноември 2014 г.
- Гората в землището на Шишманци и Болярино (защитена зона „Гора Шишманци“) е обявена за защитена територия с цел да се запази местонахождението на редките за страната ни птици като малката бяла чапла, гривестата чапла, нощната чапла и блестящия ибис.

- Народно читалище „Св. св. Кирил и Методий“
- Православен храм „Успение на Пресвета Богородица“

- Паметни плочи на загиналите в Първата и Втората световна война
- Паметник на загиналите и участниците във войните
- Бюст-паметник на Никола Ганчев
- Мемориална плоча на Минчо Пашов

## Личности
Родени в Шишманци
- Минко П. Пройчев (1888 – ?), опълченец от Македоно-одринското опълчение, Трета рота на Тринадесета кукушка дружина, носител на орден „За храброст“, IV степен[6]
- Найден Паунов (1895 – ?), опълченец от Македоно-одринското опълчение, Първа рота на Десета прилепска дружина[7]
- Петко Георгиев (1897 – 1923), деец на ВМРО, загинал в сражение през май 1923 година[8]
- Никола Ганчев (1919 – 2001), музикант – кавалджия, музикален педагог, един от най-добрите български кавалджии на 20 век
- Минчо Пашов (1961-2019) - щангист